# Ernesto Alais
Ernesto Arturo Alais (Lomas de Zamora, 26 de octubre de 1929-Ezeiza, 3 de febrero de 2016) fue un militar argentino que alcanzó la jerarquía de general de brigada, acusado de crímenes de lesa humanidad durante el Proceso de Reorganización Nacional, que obtuvo notoriedad durante el alzamiento carapintada de 1987.

## Biografía
Alais fue jefe del Regimiento de Infantería 19 con base en San Miguel de Tucumán. Esta unidad tenía bajo su cargo la represión en la provincia de Tucumán (código militar: Área 321).
En 1982 el coronel Alais se desempeñaba en el cargo de 2.º comandante y jefe de Estado Mayor de la IX Brigada de Infantería de Comodoro Rivadavia. Durante la Operación Rosario quedó a cargo de esta gran unidad de combate ya que el comandante de la misma, general de brigada Américo Daher, estuvo en la recuperación de las Islas Malvinas.
Alais participó como atleta en los Juegos Olímpicos de Los Ángeles 1984 en la disciplina de tiro deportivo.
En 1987 Alais recibió la orden de reprimir la sublevación del teniente coronel Aldo Rico, sita en Campo de Mayo. Partió desde la ciudad de Rosario con una columna de tanques de guerra que avanzó muy lentamente. El presidente Alfonsín cambió su actitud inicial de no negociar con los sublevados y llegó a un acuerdo con ellos antes de que Alais estuviese siquiera cerca de Campo de Mayo, por lo que rápidamente se instaló la idea de una negativa a reprimir por parte de Alais, sobre todo en los medios de comunicación que explotaron con humor la situación..
Ernesto Alais quedó preso en el penal de Marcos Paz en el año 2012. A causa su mal estado de salud pasó al Hospital Militar Central y se lo derivó posteriormente al penal de Ezeiza por orden del Juzgado Federal de Tucumán, pese a sufrir demencia senil.
Murió el 3 de febrero de 2016, padecía demencia senil.